# بولسواف چهارم لهستان
بولسواف چهارم ملقب به مو فرفری (لهستانی: Bolesław Kędzierzawy؛ ‏تلفظ لهستانی: [bɔˈlɛswaf]؛‏ ۱۱۲۵–۱۱۷۳ میلادی) پسر سوم بولسواف سوم از دودمان پیاست بود که با مرگ دو برادر بزرگترش و خلع وادیسواف دوم در سال ۱۱۴۶ میلادی به مقام دوک بزرگ لهستان رسید و تا هنگام مرگش در سال ۱۱۷۳ میلادی این سمت را حفظ کرد. او همچنین از سال ۱۱۳۸ میلادی دوک مازوژا بود.